# Ben Urich
Benjamin "Ben" Urich es un personaje ficticio que aparece en los cómics estadounidenses publicados por Marvel Comics. El personaje suele aparecer en los cómics con Daredevil y Spider-Man.
Urich es un fumador empedernido, un duro periodista de investigación para el periódico de Nueva York Daily Bugle. Urich dedujo la identidad secreta de Daredevil y lo ha utilizado como fuente de información y viceversa. En menor medida, tiene una relación similar con Spider-Man, cuyo alter ego, Peter Parker, es un fotógrafo para el Bugle que ocasionalmente había acompañado a Urich en algunas tareas. Urich ha utilizado estas conexiones para exponer a supervillanos que se hicieron pasar por hombres de negocios, como Kingpin y el Duende Verde.
Urich ha aparecido notablemente en otros medios relacionados con Daredevil. Fue interpretado por Joe Pantoliano en la adaptación cinematográfica de 2003 y por Vondie Curtis-Hall en la adaptación televisiva de 2015, ambientada en el Universo Cinematográfico de Marvel (MCU).

## Historial de publicaciones
Creado por Roger McKenzie y Gene Colan, Ben Urich apareció por primera vez en Daredevil # 153 (julio de 1978).

## Historia
Urich apareció por primera vez en Daredevil, donde investigó a Wilson Fisk, un empresario que estaba secretamente siendo Kingpin, la cabeza del mundo criminal de Nueva York.
Urich juega un papel fundamental detrás de las escenas en el Punisher, una serie limitada Anillo de Sangre (dibujado por Mike Zeck). Cuando un Punisher más joven y menos experimentado cree erróneamente que su búsqueda de matar al Kingpin ha terminado, deja un mensaje para Urich. La historia resultante resulta en los asesinatos de varios hombres de la mafia y la muerte de muchas personas inocentes, enseñando a toda la comunidad cuán vital es desafortunadamente a Kingpin.
Ben aprende el secreto de Daredevil pero se niega a divulgarlo. Que se introduce en el círculo de la venganza de Kingpin que ha planeado para Daredevil. Ben intenta superar la intimidación, pero las amenazas vienen más cerca de casa. Sus dedos están rotos y que oye la muerte de un testigo por teléfono. Su valor se desmorona, pero que reúne espalda. Su esposa está a punto de morir. El aspirante a la mujer golpeó convierte en pruebas de estado y Ben y varios aliados ir a entrevistarla. Uno de su auto-proclamado 'entorno' y un guardia de la prisión llegar a ser asesinos pivote central. Ben vence a uno por una pistola para batir grave. El testigo se mató. Kingpin utiliza un súper poderoso asesino, Nuke, para tratar de sacar a todos sus enemigos, pero falla el intento. Urich utiliza el apoyo del público para destruir el imperio de Kingpin.
Urich también investiga a otro empresario criminal, Norman Osborn, también conocido como el villano Duende Verde. Después de la presunta muerte de Osborn, Urich escribe un libro para exponer muchos de sus crímenes, bajo el título 'Legado del Mal'. Durante el curso de la investigación para el libro, Ben ayuda a Spider-Man y Molten Man a salvar al hijo de Liz Allan de los secuestradores que se parecían el Duende Verde. Su investigación ayudó al trío a investigar la historia del Duende y, finalmente, descubrir lo que realmente había sucedido. Cuando Norman regresa de entre los muertos (o mejor dicho, Europa) pudo desacreditar a Urich y al libro, haciendo un gran esfuerzo para limpiar su nombre. Urich se niega a retractarse de su exposición sobre Osborn a pesar de haber sido amenazado por él y arriesgar su carrera, y lo investiga más a fondo sobre sus actividades recientes para demostrar, de una vez por todas, que Osborn es un criminal.
Ben se convierte en colega de su sobrino Phil Urich. Aunque inseguro al principio, Phil demuestra ser un investigador experto. Aunque su vida de trabajo es profesional, su vida personal es un caos, poniéndose a sí mismo y a Ben en peligro.
Durante el período en que la identidad de Daredevil fue expuesta en la prensa, Ben se negó a confirmarlo con J. Jonah Jameson bajo el principio de protección de sus fuentes, y eso empeoró su situación en el trabajo. Jameson fue capaz de ir más allá de ese argumento cuando se asigna a Ben el nuevo suplemento, El Pulso. Durante esta asignación le revela a Peter Parker que conoce su identidad como Spider-Man. Es también en esta época que Matt Murdock establece una reunión con Ben para declarar en privado que está terminando su relación profesional para evitar cualquier otra persona descubrir esta conexión y el uso de Ben para llegar a Murdock.
Ben Urich resultó estar en lo correcto cuando originalmente expuso al Duende Verde, como demostraría una investigación del Daily Bugle, y luego de manera más concluyente cuando el Duende Verde es desenmascarado públicamente por Luke Cage y Spider-Man, y es enviado a la cárcel. Los planes para un re-lanzamiento del Legado del Mal se discutieron en ese punto. Sin embargo, nada más ha sido mencionado sobre esto en cualquier arco de la historia posterior, en cualquier título.
Ben fue abordado por Kingpin para actuar como periodista y cubrir un trato entre Kingpin y el FBI para la liberación y restablecimiento de su riqueza, a cambio de una prueba de que Daredevil es, de hecho, Matt Murdock. Para horror de Ben, es él quien se ve obligado a llevar el FBI a la ubicación de Daredevil. Matt Murdock se recuperaba en la clínica Night Nurse, de la cual Ben Urich sabía la ubicación (ya que había escrito un artículo sobre ella), y se vio obligado a dar esa información al FBI, debido a la manipulación de Kingpin.

### Civil War
Durante la historia de Civil War, Ben es uno de los personajes principales de Civil War: Front Line, que cubre el lado de Iron Man como periodista incrustado en nombre del Bugle. Su neutralidad se pone en tela de juicio después de un enfrentamiento con el Duende Verde, que se suponía que estaría en prisión en ese momento, pero había sido liberado en secreto como parte de uno de los planes de Iron Man. Después de insistir con J. Jonah Jameson en que era él, Ben es despedido.
En Civil War: Front Line # 4, Ben le revela a su amiga Sally Floyd, que al ver al Silver Surfer durante la primera visita del alienígena a la Tierra, se da cuenta de que la humanidad no está sola en el universo. Esto lo llevó al alcoholismo durante aproximadamente un año.
Al final de Civil War: Front Lines, Ben deja el Daily Bugle, con la bendición y comprensión de Jameson, y forma el periódico en línea Frontlines.com con Sally Floyd. Más tarde forman el periódico impreso Front Line.

### World War Hulk
Durante la historia de World War Hulk, Ben y Sally, en su calidad de nuevo equipo editorial de Front Line, son dos de los pocos reporteros que cubren la invasión alienígena en las proximidades. A veces, demasiado cerca, ya que terminan esquivando el fuego vivo para obtener entrevistas de 'soldado en la calle'. Durante el curso de esos eventos, Sally Floyd descubre que el editor de Daily Bugle, Jonah Jameson, fue el misterioso patrocinador financiero de la publicación, un hecho que acordaron ocultar a Urich, por temor a que matara su espíritu.
Ben Urich intenta descubrir la identidad de Red Hulk. Él trabaja con She-Hulk y Peter Parker. Investigan una antigua base de S.H.I.E.L.D. y casi mueren en una explosión terrorista. Red Hulk aparece ante Urich y amenaza con destruir a aquellos con los que trabaja si la historia se ve impresa.

### Secret Invasion
Durante la historia de Secret Invasion, Ben estaba cubriendo una historia en un hospital local, solo para quedar atrapado dentro de los ataques de Skrull. Sobrevive, aunque un amigo de la enfermera recién descubierto y todos los demás en su interior son asesinados por Skrulls. Ben y muchos otros refugiados humanos se dirigen a la Torre Stark, aunque pocos conocen un Skrull de caza humana con un gran recuento de cadáveres dentro. El Skrull perece a través del engaño humano. Ben y una de las sobrevivientes de la Torre Stark, una joven, deambulan por la ciudad. El dúo es testigo de la batalla climática contra los Skrulls en Central Park.
Él se entera después de que la invasión termina, que su esposa ha muerto; la manera exacta no está clara. Él golpea a ambos una depresión increíble y bloque de escritor. Después de tomarse un tiempo libre y ver que la ciudad comienza a recuperarse, comienza a recuperarse. Luego se entera del ascenso al poder de Norman Osborn y lo confronta en la conferencia de prensa anunciando el control de la Iniciativa Thunderbolts sobre S.H.I.E.L.D. y Los Vengadores, y confronta a Osborn con su pasado, solo para ser ignorado por Osborn, y la multitud alrededor animando a Osborn. Esto finalmente rompe el bloqueo del escritor de Urich, lo que lo lleva a escribir su artículo de retorno: "Dark Reign: Norman Osborn toma el control".

### Siege
Después de un desastre de superpoderes en Chicago, Ben se une a su viejo amigo Bill Stern, un exreportero de noticias deshonrado que lo rescata de la custodia policial. Por casualidad encuentran a Volstagg de los Tres Guerreros, que estuvo involucrado en el desastre. El trío viaja a Oklahoma con la intención de cubrir el Asedio de Asgard de Osborn. Los tres terminan separándose y encontrándose una y otra vez, debido a los ataques de Osborn contra Asgard. Ben es casi devorado por la versión actual de Venom durante un viaje de prensa cerca de la batalla misma. Volstagg salva a Ben y Bill de los efectos explosivos del Helicarrier H.A.M.M.E.R. que se derrumba. Los tres trabajan para salvar y evacuar asgardianos con Ben liderando el esfuerzo. Ben ve a los héroes vencer la amenaza del alter-ego del Centinela Sentry. Cuando Norman Osborn intenta escapar, Volstagg lo captura con un golpe de gracia. Ben y Bill regresan a Nueva York como colegas mientras Volstagg trabaja en Soldier Field para reconstruir.

### Shadowland
Durante la historia de Shadowland, los miembros de pandillas obligan a Ben a escribir sobre el funeral de Bullseye. Se las arregla para dejar su cuaderno en la morgue del condado de Essex. Daredevil lo encuentra y lidera una misión de rescate. El servicio fúnebre es interrumpido por Daredevil y La Mano, mientras estalla una pelea masiva, casi matando a Ben. Ben se involucra con el regreso del Punisher, quien literalmente cayó bajo el cuidado de Norah, uno de sus empleados.

### Nación Duende
Al conocer la identidad de su sobrino como el nuevo Duende, Ben Urich intentó organizar una reunión para convencer a Phil de que aceptara una cura para la fórmula Duende, pero cuando descubrieron a Robbie Robertson en la zona, Phil creyó que Ben había estado intentándolo. para tender una trampa y lastimar seriamente a Robbie antes de que apareciera Superior Spider-Man (la mente del Doctor Octopus en el cuerpo de Peter Parker). Phil pudo escaparse cuando Ben convenció a Spider-Man para que llevara a Robbie al hospital, pero Ben dejó en claro que no tenía interés en proteger a Phil y simplemente estaba tratando de ayudar a Robbie mientras aún se podía salvar, aceptando que a Phil le gustaba se había convertido y no estaba interesado en la redención o la ayuda.
Con el Daily Bugle en su lecho de muerte, Ben se acerca a Jessica Drew y la convence de que lo ayude a investigar historias y casos potenciales, tanto a nivel local como a nivel nacional. A los dos se les unirá posteriormente Puercoespín.
Posteriormente, los tres se convirtieron en un equipo muy unido entregando enfrentamientos de súper-villanos, con Puercoespín manejando el principal trabajo de lucha. Drew se queda al margen con un embarazo misterioso.
Más tarde, Ben se involucra en la batalla para eliminar a Barón Mordo, quien estaba arrasando mágicamente a través de la ciudad de Nueva York. El alma pura de Ben le permitió usar una armadura mágica y destruir muchos de los monstruos de Mordo.

## Otras versiones

### Casa de M
En la línea de tiempo alternativa de la realidad de la "Casa de M", el Daily Bugle es una máquina de propaganda para la clase gobernante de mutantes. Se ve a Urich animando a su compañera reportera Kat Farrell a escribir lo que quieren las personas a cargo.

### MC2
Aunque el sobrino de Ben, Phil Urich, está activo en la realidad MC2, Ben no se muestra. Felicity Hardy es vista leyendo un libro titulado Su nombre era Spider-Man, escrito por Ben.

### Marvel Noir
La historia está ambientada en 1933. Urich es un periodista que abusa de sustancias que está chantajeando a Norman Osborn por dinero para alimentar su adicción a las drogas. Toma bajo su ala al activista social Peter Parker, cuyo idealismo juvenil contrasta con su hastiado cinismo. Durante el transcurso de la historia, él "retoma el control de su vida" al darle los archivos de Osborn a Felicia Hardy. Él es asesinado a tiros por el Camaleón (personificando a J. Jonah Jameson).

### Ultimate Marvel
En la continuidad de Ultimate Marvel, Ben Urich es un reportero superior algo más joven en el Daily Bugle, que se hace amigo del diseñador de la página web del periódico, Peter Parker. Parker como Spider-Man, a veces le da información. Escribió una serie de artículos que derribaron a Kingpin y recibió un contrato de libro debido al proyecto. Presentó pruebas incriminatorias en el Kingpin ante el tribunal (que Peter Parker le entregó), y Kingpin tuvo que abandonar el país. Fue atacado por un vampiro en Ultimate Spider-Man # 95; a partir del Issue # 96, Morbius parece haber curado su potencial vampirismo.
Más tarde, se ve a Ben Urich como parte de una discusión de un empleado de Bugle sobre la identidad secreta del nuevo Spider-Man.

### Armor Wars
Durante la historia de Secret Wars, el dominio Battleworld de Technopolis muestra una variación de Ben Urich que era el tío de Peter Urich que opera como Spider-Man. Él y su sobrino descubrieron la verdad sobre el pasado de Technopolis que involucraba el virus del aire que hace que todos usen armaduras de alta tecnología y fueron asesinados por Tony Stark.

### 1872
Durante la historia de Secret Wars, el dominio Battleworld del Valle de la Perdición presenta una versión del Salvaje Oeste de Ben Urich. Cuando un chico le informa a Ben Urich que Turk Barrett y el resto de los hombres del alcalde Wilson Fisk están atacando a Red Wolf en Roxxon Dam, Ben Urich le informa al Sheriff Steve Rogers sobre lo que está sucediendo, lo que hace que el Sheriff Rogers intervenga.

## En otros medios

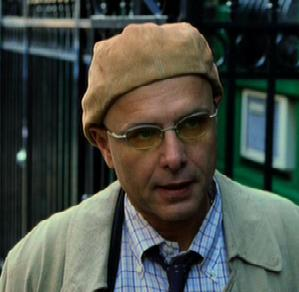
Ben Urich en la película Daredevil de 2003

### Películas
- Ben Urich ha aparecido en la película de 2003 Daredevil interpretado por el actor Joe Pantoliano. En la película, que trabaja para el New York Post, como el derecho a la Buglé estaban atados a la película de Spider-Man. Él descubre la identidad secreta de Daredevil durante sus investigaciones (Urich es una de las pocas personas que creen Daredevil a ser otra cosa que un mito urbano de la nada). Pero cuando se enfrentan a la posibilidad de imprimir la historia, decide no publicarlo, al darse cuenta de que Daredevil hace un gran bien en la ciudad.

### Series
- Aparece como personaje recurrente en la primera temporada de la serie de Netflix Daredevil, interpretado por el actor Vondie Curtis-Hall.[25] Esta es la primera versión del personaje que se representará como afroamericano. Él es un periodista en apuros en el New York Bulletin, que está tratando de hacerse cargo de su esposa afligida por el Alzheimer, ya que es incapaz de pagar sus gastos médicos o trasladarlo a una casa de retiro. También choca regularmente con su editor en jefe, Mitchell Ellison, con Ellison más interesado en mantener al Boletín en números de circulación para competir con los medios sociales, mientras que Urich está más interesado en escribir sobre asuntos públicos importantes. Después de escribir un articulo que expone la corrupción en Unión Allied Construction, Urich atrae el interés de la exsecretaria, de Unión Allied, Karen Page, y comienza a trabajar con ella, Matt Murdock y Foggy Nelson para exponer a Wilson Fisk.[26] Con el tiempo, su investigación le lleva a comenzar a trabajar con la identidad de vigilante de Matt, Daredevil. A medida que avanza la temporada, Ben se le insta a no asociarse con Karen. Sin embargo, después de Karen le manipula para visitar y entrevistar a la madre de Fisk, ve la necesidad de acabar con el hombre una vez más. La dedicación de Urich a la historia finalmente le cuesta su trabajo después de que sospecha y acusa a Ellison de ser pagado por Fisk para censurarlo. Más tarde, cuando se trata de escribir su historia y publicarla en un blog, Fisk entra en su apartamento y lo ahoga a muerte con sus propias manos como represalia por hablar a Marlene. En el funeral de Urich, su esposa le dice a Karen que ella encarna los rasgos de Ben que le hubiera gustado tener en una hija. Cuando Carl Hoffman, un detective corrupto al que Fisk había amenazado con matar a su propio socio, entrega la evidencia estatal a Fisk con la ayuda de Nelson & Murdock, se revela que aunque Ben estaba equivocado acerca de Ellison, sus sospechas de que Fisk tenía un topo en el Bulletin tiene razón, ya que la secretaria de Ellison, Caldwell, es arrestada por el FBI por su participación en las actividades delictivas de Fisk. Ellison solo puede inclinar la cabeza con culpa por no creerle a Ben hasta que fue demasiado tarde. En la temporada 2, el trabajo de Urich vive a través de Karen, que se ha dedicado a saber más acerca de Frank Castle con Ellison ayudando en sus esfuerzos, para finalmente, conseguir un trabajo como reportera para el Boletín después de que Nelson & Murdock cierra debido a fricciones entre Matt y Foggy y tomando la antigua oficina de Urich.[27] Por culpa de su parte en la muerte de Ben, Karen mantiene todos sus viejos artículos en las paredes, y al comenzar la temporada 3, Karen también asume el papel de Ben como confidente del periódico de Matt.

### Videojuegos
- Ben Urich aparece como personaje secundario en Spider-Man: Battle for New York, con la voz de Robin Atkin Downes.
- Ben Urich aparece en Marvel Heroes, con la voz de Tim Blaney.